# Котаван
Котава́н (азерб. Kotavan) — село в Агдашском районе Азербайджана.

## Этимология
Прежнее название села — Элавлы. Мнения о происхождении названия села разделяются. Согласно первой версии, название села происходит о персидского слова «кут» (крепость, башня) и окончания «ван» (используется для обозначения места), в переводе на русский — место близ крепости; данная версия подтверждается тем, что Аббаскули Бакиханов писал о наличии в этой местности крепости. Согласно другой версии, название происходит от древнего слова «хот/хотан» (населенный пункт; ныне слово сохранилось только в монгольской ветви алтайских языков) и кавказского слова «ван» (обозначает место).

## История
Село основано в XVIII веке карабахским родом Элавлы, переехавшим на Ширванскую степь.
Село Котаван в 1913 году согласно административно-территориальному делению Елизаветпольской губернии относилось к Котованскому сельскому обществу Арешского уезда.
В 1926 году согласно административно-территориальному делению Азербайджанской ССР село относилось к дайре Ляки Геокчайского уезда.
После реформы административного деления и упразднения уездов в 1929 году был образован Котаванский сельсовет в Агдашском районе Азербайджанской ССР.
Согласно административному делению 1961 и 1977 года село Котаван входило в Котаванский сельсовет Агдашского района Азербайджанской ССР.
В 1999 году в Азербайджане была проведена административная реформа и был учрежден Котаванский муниципалитет Агдашского района.

## География
Вблизи села располагается водохранилище.
Село находится в 39 км от райцентра Агдаш и в 272 км от Баку.
Село находится на высоте 6 метров над уровнем моря.

## Население
| Численность населения | Численность населения | Численность населения | Численность населения |
| 1886                  | 1982                  | 1985                  | 2009                  |
| --------------------- | --------------------- | --------------------- | --------------------- |
| 501                   | ↗721                  | ↗740                  | ↗985                  |

В 1886 году население села составляло 501 человек, большинство — азербайджанцы (указаны как «татары»), по вероисповеданию — сунниты.
Население преимущественно занимается выращиванием овощей. В советское время население было занято хлопководством, животноводством и шелководством.

## Климат
| Показатель                                             | Янв. | Фев. | Март | Апр. | Май  | Июнь | Июль | Авг. | Сен. | Окт. | Нояб. | Дек. | Год  |
| ------------------------------------------------------ | ---- | ---- | ---- | ---- | ---- | ---- | ---- | ---- | ---- | ---- | ----- | ---- | ---- |
| Средний суточный максимум, °C                          | 6,8  | 8,1  | 12,1 | 20   | 25   | 29,5 | 33   | 32   | 27,6 | 21,3 | 14,2  | 9    | 19,8 |
| Средняя температура, °C                                | 2,9  | 4,1  | 7,7  | 14,3 | 19,2 | 23,7 | 26,9 | 25,8 | 21,9 | 16,3 | 10,1  | 5    | 14,8 |
| Средний суточный минимум, °C                           | −1   | 0,1  | 3,3  | 8,7  | 13,4 | 17,9 | 20,8 | 19,7 | 16,3 | 11,3 | 6     | 1,1  | 9,8  |
| Норма осадков, мм                                      | 22   | 26   | 31   | 41   | 52   | 39   | 18   | 21   | 24   | 48   | 29    | 28   | 379  |
| Источник: https://en.climate-data.org/location/954970/ |      |      |      |      |      |      |      |      |      |      |       |      |      |

Среднегодовая температура воздуха в селе составляет +14,8 °C. В селе семиаридный климат.

## Инфраструктура
В советское время близ села располагалась молочно-товарная ферма, в селе находились школа, библиотека, медицинский пункт.
В селе расположены почтовое отделение, средняя школа имени В. Джафарова (героя Первой Карабахской войны), построенная в 2006 году, новая электронная АТС на 48 номеров.